# Sportverein Waldhof Mannheim 07
Lo Sportverein Waldhof Mannheim 07 e. V. è una società calcistica tedesca con sede a Mannheim, Baden-Württemberg. Attualmente milita in 3. Liga, terza divisione del calcio tedesco.

## Storia
Il club è stato fondato nel 1907 e fece le sue migliori prestazioni tra gli anni '30 e gli anni '40, anni in cui militava in Gauliga Baden, una delle sedici massime divisioni create dalla riorganizzazione del calcio tedesco sotto il Terzo Reich. Durante questo ventennio la squadra vinse per cinque volte la divisione regionale e finì costantemente nelle altre stagioni nella parte alta della classifica. Sfortunatamente, non fu in grado di portare questi successi a livello nazionale. Il suo miglior risultato in questi anni fu la sconfitta in semifinale contro lo Schalke 04 (vera mattatrice del torneo), che successivamente si tramutò in quarto posto dopo la finalina persa contro il Rapid Vienna.
Dopo la fine della Seconda guerra mondiale, la squadra fu inserita in Oberliga Süd; lì fece campionati di media classifica fino a quando non retrocesse in 2.Oberliga Süd nel 1954. Giocò poi tra la prima e la seconda divisione fino alla creazione della Bundesliga nel 1963. Nella stagione successiva, la compagine fu relegata in Regionalliga Süd (l'allora seconda divisione), insieme ai rivali cittadini del VfR Mannheim. Dopo una striscia di risultati di media importanza, il club retrocesse nel 1970 in Amateurliga Nordbaden (III).
Sostenuta da un nuovo sponsor, la casa produttrice di snack Chio, la società si guadagnò l'accesso in seconda divisione e vi militò dal 1972 al 1978 con il nome di SV Chio Waldhof Mannheim. Nel 1983, un po' a sorpresa il club venne promossa in Bundesliga, dove rimase fino a quando non finì al diciassettesimo posto al termine del campionato 1989-1990. Fece altre sette discrete stagioni in Zweite Bundesliga fino a quando retrocesse in Regionalliga per due stagioni (dal 1997 al 1999). Nel 1998 fu considerata una fusione con il VfR Mannheim ma quest'ultima abbandonò l'idea all'ultimo minuto. Nel 1999 la squadra, dopo un lungo duello con il Kickers Offenbach riottenne la promozione in seconda divisione. L'avventura in Zweite Bundesliga è durata fino al 2003, anno in cui il Waldhof è stato relegato in Oberliga Baden-Württemberg (IV) per irregolarità finanziarie e sempre in quell'anno ha fallito un nuovo tentativo di fusione con il VfR Mannheim.
Milita in Regionalliga dopo aver vinto il campionato di Oberliga nella stagione 2010-2011 mettendo insieme il record di presenze allo stadio per una partita di Quinta Divisione Tedesca: nella gara di chiusura del torneo, contro l'Illertissen, erano sugli spalti del "Carl Benz Stadion" a festeggiare la promozione ben 18.313 sostenitori. Nelle ultime stagioni ha ottenuto grandi risultati nella Regionalliga Südwest, ma ha perso agli spareggi la possibilità di accedere alla 3.Liga per tre anni consecutivi (prima la sconfitta con il Lotte, poi con Meppen, e nel 2018 con il Uerdingen).

## Palmarès

### Competizioni nazionali
- 2. Fußball-Bundesliga: 1

1982-1983
- Fußball-Regionalliga: 3

1998-1999 (Regionalliga Sud), 2015-2016 (Regionalliga Sud-Ovest), 2018-2019 (Regionalliga Sud-Ovest)

### Competizioni regionali
- Gauliga Baden: 5

1933-1934, 1934-1935, 1936-1937, 1939-1940, 1941-1942

### Competizioni giovanili
- Under-19 Bundesliga: 1

1979-1980

### Altri piazzamenti
- Campionato tedesco:

Semifinalista: 1933-1934, 1939-1940
- 2. Fußball-Bundesliga:

Secondo posto: 1991-1992 (girone Sud)
- Fußball-Regionalliga:

Secondo posto: 2017-2018 (Regionalliga Ovest)
- Coppa di Germania:

Finalista: 1939
Semifinalista: 1935, 1937, 1952-1953, 1985-1986
- Oberliga Süd:

Secondo posto: 1946-1947

## Organico

### Rosa 2023-2024
Aggiornata al 24 novembre 2023.
| N. |                        | Ruolo | Calciatore                |
| -- | ---------------------- | ----- | ------------------------- |
| 1  | Germania (bandiera)    | P     | Jan-Christoph Bartels     |
| 3  | Germania (bandiera)    | D     | Julian Riedel             |
| 4  | Germania (bandiera)    | D     | Tim Sechelmann            |
| 5  | Germania (bandiera)    | D     | Marcel Seegert (capitano) |
| 7  | Germania (bandiera)    | C     | Bentley Baxter Bahn       |
| 8  | Germania (bandiera)    | C     | Fridolin Wagner           |
| 9  | Germania (bandiera)    | C     | Minos Gouras              |
| 10 | Germania (bandiera)    | A     | Pascal Sohm               |
| 11 | Germania (bandiera)    | C     | Jalen Hawkins             |
| 15 | Germania (bandiera)    | D     | Malte Karbstein           |
| 17 | Germania (bandiera)    | C     | Samuel Abifade            |
| 18 | Lussemburgo (bandiera) | D     | Laurent Jans              |
| 19 | Germania (bandiera)    | A     | Jesaja Herrmann           |
| 20 | Germania (bandiera)    | C     | Per Lockl                 |

| N. |                           | Ruolo | Calciatore         |
| -- | ------------------------- | ----- | ------------------ |
| 21 | Germania (bandiera)       | C     | Julian Rieckmann   |
| 22 | Rep. del Congo (bandiera) | A     | Yann Mabella       |
| 23 | Austria (bandiera)        | C     | Angelo Gattermayer |
| 25 | Germania (bandiera)       | D     | Luca Bolay         |
| 26 | Algeria (bandiera)        | D     | Jonas Albenas      |
| 27 | Germania (bandiera)       | P     | Malwin Zok         |
| 28 | Germania (bandiera)       | D     | Jonas Carls        |
| 30 | Germania (bandiera)       | P     | Lucien Hawryluk    |
| 32 | Germania (bandiera)       | A     | Kennedy Okpala     |
| 33 | Germania (bandiera)       | C     | Berkan Taz         |
| 36 | Austria (bandiera)        | C     | Kelvin Arase       |
| 37 | Germania (bandiera)       | C     | Nicklas Shipnoski  |
| 39 | Stati Uniti (bandiera)    | A     | Terrence Boyd      |
|    | Germania (bandiera)       | A     | Felix Lohkemper    |